# 余慈爺公廟
23°26′03″N 120°19′26″E / 23.434216°N 120.323753°E
余慈爺公廟，是位於臺灣嘉義縣鹿草鄉後寮村、鄰近臺灣高鐵高架的廟宇，主祀一名傳說的明鄭人物，以酬神戲之多聞名，原為陰廟，經過地方仕紳祭天請領玉旨後，已轉型將軍廟。

## 沿革
傳說余慈爺公廟所主祀的余慈爺，尊稱為「余將軍」，本名余慈，字公望，生於萬曆二十九年（1601年），跟隨鄭成功在臺灣屯田，寓兵於農、駐守諸羅，後因戰爭殉難。鹿草鄉後寮村人施結誠說受余慈爺託夢，從原僅能糊口的農夫改以養鴨為業，在現今廟址排水溝放養鴨群，遇颱風也無什麼損失，種植小黃瓜也能賣好價錢，因此發願蓋廟作廟祝。
1970年，施結誠與其兄弟施水木集資建廟。傳說神明允諾「少1隻鴨，補1蛋」，施姓兄弟建廟後事業順利、信眾不斷湧入。1978年擴建成現今的廟貌，廟聯為「余國興巍巍聖德千秋仰」與「慈心護濯濯恩波萬里傳」。後來，施結誠兒子施榮樹接替父親作廟祝。
今鄰近臺灣高鐵高架下方台37線與縣道167號交叉口，廟址為後寮村後寮61號。

## 祭祀
農曆四月二十三日余慈爺聖誕時，信眾會向廟方登記寄附，請來布袋戲、歌仔戲團連演兩天。祭祀日時，布袋戲及歌仔戲排滿道路兩側，可綿延達兩公里。鹿仔草文史工作室陳春生認為，比起各地廟宇，余慈爺公廟歷史不長，且是一戶施姓養鴨人家的私廟，竟有如此香火，靠的是余慈爺的靈驗。水上鄉一家廣東烤鴨店老闆娘說，一次到余慈爺公廟祭拜請祂幫忙找店面，後她夢到余慈爺公要她去下訂前幾天才剛看房子，買該屋後生意一做就是三十多年，所以她每年都會請布袋戲來感謝。
太保市在選民代時，候選人們會相約來此廟燃香立誓，堅決不賄選。也有民代要求太保市長來此廟發誓行政清廉。
1996年，嘉義縣文化基金會委託調查縣境傳統戲曲、音樂調查，發現縣內有四處以祭祀無主孤魂為主的陰廟，每逢廟慶野台戲規模少則四、五十團，多則超過二百團，有集中於一天的，也有連演一個月，日夜輪班。這四廟地點相距既近，廟慶日子也相差不遠，包括溪口鄉天宋宮、新港鄉番婆村萬善爺廟、六腳鄉灣內娘媽堂、與余慈爺公廟。戲班人指出，這幾天沒有其它神誕，戲班較閒，價格較低，這是造成上百團驚人規模的原因之一。這些戲班價格低廉，如布袋戲班三至五千元，歌仔戲二萬元上下。戲班們以廟祠為中心，一團拆成三至五團，一律放錄音帶，連喇叭都以一當五，在兩方道路、前後空地、田梗岔路、水溝、圳道旁上演酬神戲。
余慈爺公廟公劉樹壇表示，此廟信眾祈求還願酬神戲年年不斷，大家樂興盛期間，高達兩百六十八團。2017年酬神戲超過三百七十團、2018年增至四百多團、2019年也有三百多團。相較灣內娘媽堂以電子花車吸睛，此廟堅持下仍以布袋戲為主。2019年，嘉義縣府文化觀光局長許有仁曾與文資委員實勘，評估是否將此廟祭祀列入嘉義縣文化資產縣定民俗。